# Teleborgs församling
Teleborgs församling var en församling i Östra Värends kontrakt i Växjö stift inom Svenska kyrkan. Församlingen uppgick 2014 i Växjö stads- och domkyrkoförsamling.
Till församlingsområdet hörde bland annat Teleborgs slott och stadsdelen Teleborg.

## Administrativ historik
Församlingen bildades 1995 som en utbrytning ur Växjö domkyrkoförsamling och utgjorde inledningsvis ett eget pastorat för från 2002 till 2014 vara moderförsamling i ett pastorat med Vederslöv-Dänningelanda församling, Kalvsviks församling och Tävelsås församling. Församlingen uppgick 2014 i Växjö stads- och domkyrkoförsamling..

## Kyrkobyggnader
- Teleborgs kyrka